# Tom Sawyer (1917)
Tom Sawyer é um filme mudo de comédia dramática e aventura produzido nos Estados Unidos, dirigido por William Desmond Taylor e lançado em 1917. É baseado no romance The Adventures of Tom Sawyer, de Mark Twain.